# LAIDBACKERS-レイドバッカーズ-
『LAIDBACKERS-レイドバッカーズ-』とは、2019年4月5日に公開された中編アニメーション映画。監督は橋本裕之。配給はクロックワークス。

## 概要
“平成最後の劇場オリジナルアニメ”と称され、2週間限定で劇場公開された日常系アクションアニメ作品。現代の京都を舞台に、異世界から魔王と勇者たちがやってくる「逆異世界転生」もので、主人公の久美が「魔王の欠片」を集める騒動に巻き込まれる物語。
声の出演は、日高里菜・茜屋日海夏・大地葉・内山夕実・長縄まりあ・花守ゆみりなど。
本作の企画は「シリアス路線の作品が続いたので次回は明るい作品がいい」という上江洲誠の軽い提案から始まっている。上江洲は日常系コメディをメインに意識しており、TVシリーズだった場合「何も起こらない」ドラマにするつもりだった。
本作の特徴として、製作の段階から「自由」をベースに構成されており、登場するキャラクターには元の世界に帰るなどの終わりが決められておらず、担当する声優たちの演技によってそれぞれのキャラクターの性格などが肉付けされていった過程がある。監督の橋本裕之も当初は何の仕事かすら聞いておらずアルバイトのつもりで打診を受けているなど、作り手側が楽しんで制作されている。
また、スピンオフコミックやノベライズなどのメディアミックス展開もされている。

## あらすじ
201X年の京都。赤い月の夜、上賀茂神社で、巨大な鎧武者と戦う影が5つあった。レンチを武器に武者と切り結ぶ赤髪の少女三乃ハラミ、魔法で援護するグラマラスな美女草薙・K、しゃべる犬アーネリア、女子小学生のらん、そして女子大生本天沼久美。形勢の不利に逃亡を図る武者を倒し、その力の根源である「魔王の欠片」の奪取に成功、安堵しつつもその後の騒ぎに巻き込まれる前に帰路につく5人。
かつて煉獄の魔王ヴァルヴァランが、絶対的な魔力によって統治している世界があった。その永い絶望に人々が屈しようとしていた時、天啓を受けた地方領主の娘アーネリアが立ち上がり反旗を翻す。圧倒的な魔王軍に対抗すべく、各地から募った精鋭でレジスタンスを組織。集まったのは狂戦士ハラミ、魔道士K、暗殺者である舞阪舞のたった3人で、しかも魔王に匹敵するほど人々から恐れられ疎外されている存在の者たちだったが、突出した個々の能力と4人の固い絆が徐々に周囲に浸透し、遂には解放軍となり魔王を追い詰める。瀕死の重傷を負った魔王は「魔王転生」の秘術を使用し異世界へ逃げ延びようとし、その秘術に巻き込まれたアーネリアたち4人もまた、異世界へと転生されていった。
祖母の駄菓子店「おばけ屋」を引き継ぐため京都の大学に入学し、引っ越してきた久美は、ある日、ダンボールを身にまとい店の駄菓子を食い荒らすハラミたちに遭遇する。魔王を追ってきた異世界人と称する4人にそのまま居候された久美は、彼女たちとの共同生活と、各地に散らばった「魔王の欠片」回収の協力を余儀なくされる。
しかし、欠片を熱心に集める4人とは別に、舞はこちらの世界でマイペースに自分の趣味であるアイドル活動を満喫していた。そしてかつて魔王であったらんもまた、本来の活動とは逆に欠片探しに参加し、自分の力の源である欠片を管理して貰っていた。こちらの世界で起きる異変は、魔王の力が引き起こし、それは自分たちの責任だと説くアーネリアに対し、舞は、魔王としての能力が分散し無力化されたらんは無害であり、解放軍としての役目は終わったと反論する。
そんな中、TVプロデューサーが自分のライブを見に来ることを知り、意気込む舞。同じ頃、夏休みの宿題である絵日記が描けず、美大生である久美を頼って来たらん。ハラミは五山送り火に参加を勧め、皆で行くことになるが、楽しみに迎えた当日は生憎の雨。送り火の中止が懸念され始め、意気消沈するらんたちの前で、突如、炎が勢いよく火柱を上げ燃え盛る。それが魔王の力によるものだと看破したらんとハラミは、現場へと急行し炎の巨人と遭遇、被害を未然に防ぐ為、対峙する。
一方、ライブを直前に控えた舞の楽屋に、Kが尋ねてくる。そこへアーネリアからの緊急メッセージが届き、大事なライブと仲間の危機との間で悩む舞にKは「あっちは大丈夫だから、自由にしていい」と優しく諭す。
炎の巨人との戦闘が激しさを増し、弱点でもある古傷にダメージを受けたハラミが遂に倒れる。そこへ舞を連れたKが救援に現れ、ハラミたち3人は反撃を開始するが、巨人の圧倒的なポテンシャルに火力が足りず苦戦を強いられる。らんは、かつて魔王にすら傷を負わせることのできたハラミの武器クリムゾンボルトを復活させるため、アーネリアの反対を押し切り魔力を開放、保管されていた「魔王の欠片」を使用する。強力な武器を手に入れたハラミは、Kと舞との連携で巨人を撃破。らんを誤解していたと悟ったアーネリアは反省し、「欠片をすべて集めたら元の世界に戻り皆に謝る」というらんの願いを次の目的とし協力することを誓う。
その後、送り火は滞りなく行われ、らんの絵日記は完成、6人は日常へと帰っていくのだった。

## 登場人物
三乃ハラミ
声 - 日高里菜
15歳の元狂戦士。獣人の血を引いており、元の世界では戦場で死体の山を築き恐れられていたが、現在では平和な世界に緊張感を失い、ニートとして自堕落な生活を送っている。メンタルは男子小学生並みで、興味の対象が同じレベル。ただ、戦闘スキルは損なわれておらず、弱点を尽き一撃で敵を屠るなど、戦士としては健在。またドライな面を持ち、平和的な解決が難しい局面には自分のような役割が必要だと考えている。
過去に自分を導いたアーネリアに絶対の信頼を寄せており、炎の巨人との戦いにおいては、ダメージを負った自分の身を省みずアーネリアの指令を全うしようとした。
過去のヴァルヴァラン戦による古傷があり、武器クリムゾンボルトも失っていたが、炎の巨人戦で、らんが武器を一時的に復活させた。
ハラミの着る服にデザインされた骨は、たくさんの死を見てきた元狂戦士のイメージを投影したもので、キャラ原案を担当した鈴木は、ハラミの目や表情にもそれを表したと述べている。
声を担当した日高は、企画書に書かれた名前のインパクトに惹かれ、アフレコ時に出たハラミ弁当や、後の焼肉店でのコラボ対談が行われた時には「主人公の名前のおかげです！」と喜んだ。キャラクターについては、だらしなく怠け者だが優しく、実は周囲をよく見ている大人な一面もあると語っている。

舞阪舞
声 - 茜屋日海夏
14歳の元武道家。元の世界では山奥で師匠と2人きりだったので、女である自覚すらなく、転生してから自分が美少女であることに気付いた。山猿のように育った14年間を取り戻すべく、アイドル活動に勤しむ。解放軍としての使命を全うしようとするアーネリアとの間で意見をぶつけ合うが、炎の巨人との戦いを経て、自分にとっての自由とは何かを見出す。
デザインは中華をモチーフにしている。
声を担当した茜屋は演じる際、昔演じたアイドルの経験と腹黒さを意識し、やり過ぎないようバランスに注意したと対談にて語っている。また転生して数ヶ月という設定を受け、弱肉強食の世界で生きてきた舞の内から出るセリフもイメージ出来たと語っている。

草薙・K
声 - 大地葉
17歳の元魔道士。元の世界ではアーネリアの参謀であり、現在もその関係は変わっていない。あらゆる叡智を求める性格であり、転生後は魔法が使えないと言うショックも手伝い、サブカルなどのオタク趣味（特にBL）にハマっている残念美人。バイトを色々掛け持ちしている。
舞が魔王の欠片集めよりアイドル活動を優先することを誰よりも庇い、アーネリアに、元の世界にはまったく無かった価値観への興味を進言している。
Kのデザインは最初から完成されており、コスチュームをボンテージかスーツで悩んだくらいと、監督の橋本らはインタビューにて明かしている。Kが持ち歩く同人誌の詰まったキャリーケースは、上江洲からの要望であり、また歴女要素について、身近な人がモデルであるため一番リアリティーのあるキャラクターになったという。
出演声優の日高と内山は、Kについて、理想的な女性だが完璧過ぎない残念美人なところが魅力と話し、担当声優である大地は、マネージャーから「今回の役は、大地そのもの」と言われ、企画書の「現代ではオタク」という記述を見て、意気込んでオーディションに臨んだと語った。
また久美を演じた花守は、久美がKを信頼しているから4人を居候させているのではと分析し、大地は逆に、Kに言いくるめられた可能性を説いている。

アーネリア
声 - 内山夕実
18歳の元姫騎士。元の世界では魔王に対抗する解放軍のリーダーを務め、転生後の現在では犬になっている。他の3人が自由奔放に生活しているのに対し、彼女だけは元の使命を忘れず生真面目に過ごしている。
「魔王の欠片」を回収し管理し、らんに力が戻る事を危惧していると同時に、らん本人に対しても疑いの目を向け信頼していない。また、実直過ぎる性格から、解放軍としての使命を巡り特に舞との衝突が多い。炎の巨人の戦いを経て、らんがいつでも使えた魔王の欠片をそれまで使っていなかったことを知り、彼女の一切を認めなかった自分を恥じ、認識を改める。欠片をすべて集めた後は、らんの懺悔の旅に協力すると誓った。
普段は四足歩行だが、二足歩行の方が移動速度は大きく、指先も器用でスマホを巧みに操る。
デザインのイメージは、ポメラニアンと『忍者ハットリくん』の獅子丸。キャラ原案の鈴木が起こしたデザインに関し、監督の橋本と脚本の上江洲は絶賛したが、アニメーターのほとんどが影の付け方に悩んだという。ラフも他のキャラと比較し一段多く、鈴木は、今の案に通って欲しい一心で捨て案を色々用意したと述べている。また常時キラキラ光っているのは、アーネリアが元々プラチナブロンドだからという理由で、撮影監督が光るエフェクトを入れたのを監督の橋本が面白がり採用、この処理には音も付けられており、作るうえでは結構苦労したと橋本は振り返っている。
声を担当した内山はアーネリアについて、転生を失敗し犬になってもリーダーとして頑張り、犬としても振舞う健気な存在と語り、「存分にツッコミを入れていただければ本望」としながらも、突然犬になって尻を舐められる衝撃を想像して欲しいとも語った。
優子役の藤田は「（真面目なシーンの）キラキラと足音がズルい」と評し、足音に関して橋本はそこをこだわったと述べている。
当初はセリフすべてが吠えるのみで、その意味を字幕で表示するという方向性も検討されていた。

らん（ヴァルヴァラン）
声 - 長縄まりあ
11歳の元魔王。元の世界では凶悪な魔力を持つ魔王ヴァルヴァランとして君臨していたが、アーネリアたちに追い詰められ禁呪によって転生、しかし魔力の源が「魔王の欠片」として世界各地に散らばり力を失ってしまう。現在は小学校教諭の優子に拾われ、小学生として一緒に暮らしている。
ハラミたちに欠片集めの協力を依頼しており、魔王のころの知識や記憶は持っているが、人格は11歳の少女のそれと変わらない。欠片に憑依された魔物と対話でき、倒した魔物から欠片を抽出する能力を持つ。魔王の欠片に関しては、いつでも自分の力に戻せるが、それをせず、すべてアーネリアに渡している。また、平和を願う気持ちが強く、強大な敵に対しても会話での解決を試みるなど、心優しい面を持つ。
炎の巨人との一戦では、魔王の欠片を使い、反対するアーネリアに対し「昔は魔王であることを疑わず、力の使い方も知らなかったが今は違う」と断言している。欠片を集めきった後は、元に世界に戻り、懺悔の旅をするつもりでいる。
当初の設定は小学生ではなく「疲れたOL」だった。回想シーンで登場する魔王ヴァルヴァランの声は榊原良子が担当しているが、オーディションには長縄も挑戦していた。
らんについて、久美を演じた花守は、「まりあさんを含めて、作品の癒やし」と評し、演じた長縄は日常シーンと優子の絡みを見て、魔王だった時の過去も持つが、等身大の小学生だと感じたと話す。
現在『コミック電撃だいおうじ』にて、らんと優子を主役にしたスピンオフコミックが連載されている。

本天沼久美
声 - 花守ゆみり
18歳の美大生。亡き祖母の跡を継いで駄菓子屋を経営するため、京都へ転居してきており、両隣にある店の大家も努める苦学生。ある日突然、4人の異世界人と同居するはめになり、さらには家賃を滞納する住人とで頭を悩ませている。異世界側ではなく現実世界の人間なので、ハラミたちとは違い何の能力も無い。
演じた花守は、美大に通い、駄菓子屋経営に大家、4人の面倒も見ている久美について、自分を不器用だと思っているがその実器用で包容力の大きい人物だと語り、またキャラクターの役割についても、転生組4人とは違うからこそ抱える問題に対し別視点で意見を言える存在として、5人のバランスを説いている。

鷲ノ宮優子
声 - 藤田咲
25歳の小学校教師。容姿端麗で抜群のスタイルを誇る大人の女性で、らんの保護者。学校では皆が憧れる有能な教師だが、普段は薄暗い部屋で、家事全般をらんに任せ自堕落な私生活を送っている。また、時折らんを試すようなセリフを口にしたりミステリアスな雰囲気を持つ。らんとは「魔力が戻ったら地球を征服させてもらう」と約束している。
声を担当した藤田は、優子の二面性を「世の女性たちはわりとあんな感じでは？」と評し、しかしミステリアスな部分は演じる際に「他とは一線を画す」イメージが伝わるよう気を付けたという。なお藤田はアーネリアの尻を舐める犬の声も担当している。
らんを演じた長縄は、らんも自分も優子に対しリラックスできると話し、Kを演じた大地は2人の関係を「尊い」「不可侵領域」とし、アーネリアを演じた内山は「友達になりたい」「一緒に飲みたい」と特に優子を気に入っている。また監督の橋本は「優子はらんを飼っているようなイメージ」と語っている。

ロン
声 - 福山潤
年齢不詳の中華料理屋。駄菓子屋の左隣に店を構える。中国籍を持ち日本語も達者で、偽造パスポートや偽造クレジットカードなど違法な仕事も請負い、ハラミたちの携帯電話や身分証明書なども彼が用意している。
演じた福山は、ロンについて「胡散臭いが裏家業としては信頼できる奴」と評している。
監督の橋本はロンとレナードについて、『めぞん一刻』のキャラクター四谷を発端としており、「物語として必要ないがキャラクターとして置いておきたい」と語っている。

レナード
声 - 小西克幸
年齢不詳のインド料理屋。駄菓子屋の右隣に店を構えるネパール系の外国人で、日本語が堪能。ロンとは仲がよく、一緒に怪しい商売に手を出しては失敗し、度々久美に迷惑をかけている。

鎧武者
物語の冒頭でハラミたちと戦った敵。正体は「魔王の欠片」が憑依した大量の刀。ハラミに片腕を切り飛ばされ、逃げようとしたところをKが捕縛しハラミが止めを刺し、らんによって魔王の欠片を回収された。何百年も前に持ち主や敵を失っても、戦いを求めたのではと、ハラミとアーネリアは考えている。後にこの中の1本は、ハラミが所持する。

炎の巨人
五山送り火の炎に「魔王の欠片」が取り憑いた姿。対話を試みたらんによれば「人間のエゴにうんざり」「業の浄化にも限度がある」と訴えているという。十数メートルの巨体を持ち、炎を伴った強烈な質量攻撃を繰り出す。数本の触手や再生能力も持つ難敵で、ハラミの必殺斬撃にも耐え、Kは「戦いの中で成長するタイプ」と分析していた。

## スタッフ
- 監督 - 橋本裕之[1]
- 脚本 - 上江洲誠[1]
- キャラクター原案 - 鈴木次郎[1]
- チーフディレクター - 佐藤清光[1]
- キャラクターデザイン/総作画監督 - 土屋圭[1]
- 美術監督 - 青井孝
- 色彩設計 - 古河寿子、手嶋明美
- 特殊効果 - イノイエシン
- 3DCG監督 - 薄井俊作
- 撮影監督 - 峰岸健太郎
- 編集 - 高橋歩
- 音響監督 - 山口貴之[1]
- 音楽 - kz[1]
- 音楽制作 - フライングドッグ
- 音響制作 - HALF H・P STUDIO
- アニメーション制作 - Studio五組[1]
- 制作 - LAIDBACKERS製作委員会

## 主題歌
『Precious Piece』
作詞・作曲・編曲 - kz、歌 - キズナアイ

## 製作
2016年頃、上江洲誠と「フライングドッグ」、「Studio五組」による本作の構想・企画がスタート。それまでシリアスな作品制作が続いたため、次は明るく楽しい内容がいいと上江洲が感想を漏らしたところ、実際作ってしまおうと軽いノリで決定された。当初は『じゃりン子チエ』のようなコメディをイメージし、具体的な案として『NieA_7』、『ラブやん』が挙がっていた。ジャンルとして日常系コメディをやりたかったと話す上江洲は、日常ドラマのテンポに『仮面ライダー響鬼』を参考にしているともインタビューで話した。また「外国人から見た日本」を「異世界人から見た現代日本」に置き換えそのギャップをコメディとして題材にしている。なお、上江洲はストーリーを考えるにあたり、派手さを押さえた日常系というジャンル故に、正解を悩んだと話す。その後、映画として公開されることが決まりクライマックスのバトル展開を考え直した。もしTVシリーズであったら、ずっと駄菓子屋から出ないような何も起こらないドラマにしていたと述べている。
監督へは、本作の原案が出来てから当時演出だった橋本裕之を抜擢、その理由について上江洲は、自分の疎い美少女に強いイメージがあるためと、バトルシーンの巧みさを挙げている。橋本は、まさか自分が監督だとは思っておらず、初めアルバイトとして誘われていたことをインタビューで明かした。後に作品を見てみたいと思わせる「引っかかり」を模索していた際、当時「疲れたOL」設定だったらんを小学生に変貌させたのは橋本の手腕である。また異世界から来たキャラクターに関して「帰る」というエンディングを想像させないよう、終わりを決めず、自由な主人公たちにしたと橋本、上江洲は述べている。
本作のキーとなるキャラクター原案には、上江洲がファンでもあった、現代的でお洒落でありギャグを理解している絵描きとして鈴木次郎が推薦された。鈴木はそのころ女子向けに男子ばかり描いていたため、女子を描くことに不安があったが「でも逃したくない」と承諾し、上江洲は初めての打ち合わせ時に鈴木の着ていた『ラブやん』のTシャツに運命を感じたという。鈴木もまたスムーズに仕事出来たと語っており、特にアーネリアに関し「誰にでも描けるアイコン的デザインは難しい」と橋本と上江洲は高く評価している。
メインキャストの日高、茜屋、大地の3人はオーディション、内山は脚本の上江洲からのオファーを経て出演が決まった。
上江洲は『蒼き鋼のアルペジオ』に登場するキリクマを演じていた内山の芝居に心を打たれ、出演への打診を決めている。他のキャストはすべてオーディションだが、そのほとんどは橋本らの想像通りに決まったとインタビューにて明かされた。特に久美役の花守ゆみりは、普段の芝居では求められない「部屋でゴロゴロしているような」普通の声が決定打となっている。橋本は『魔法少女育成計画』のラジオで花守がしゃべる普段の声にイメージを見出し、上江洲は『ラディアン』での演技に惹かれ、結果花守史上一番のリアル声になったと評した。
出来上がった本作に対し、橋本と上江洲および鈴木は一様に「変なアニメ」と評しており、作り手一同が楽しんで制作した結果自由な作品になっているという。
2018年10月19日、公式サイトを初めとしたアニメ系ニュース記事で、本作が2019年春に劇場公開されることが発表され、監督や出演声優、あらすじ、キービジュアルなど各情報が一挙公開された。同年11月22日に上映館の情報が公開、11月30日より前売券が発売されることが報じられ、前売券には特典の第1弾として鈴木次郎描き下ろしのクリアファイルが付属された。
2019年1月4日、2週間限定で4月5日より全国劇場公開されることが報じられ、第2弾となるキービジュアルと予告映像の第1弾が公開、また主題歌をキズナアイが担当することも決定した。同月18日には、2月10日の「ワンダーフェスティバル 2019冬」にてステージイベントが初開催されることが決定、会場では映画本編の冒頭が世界最速で公開された。
同年3月28日、本作の完成披露試写会が丸の内ピカデリーで行われ、上映後に監督や出演声優らの舞台挨拶も行われた。
また4月3日には、映画公開に先駆けて、主題歌シングルとキャラクターソングコレクションが同時発売された。
2019年4月5日全国劇場公開。入場者特典として全6種の鈴木次郎描き下ろしイラストデザインコースターが配布され、劇場限定版Blu-ray Discも販売された。公開2日目に新宿ピカデリーで開催された舞台挨拶ではメインキャストが集合し、ネタバレ解禁のトークや裏話が披露され、監督の橋本は、観客の反応が気になる一方で「Twitterなどは怖くて見られなかった」と語った。
劇場公開と同時に同期間、dアニメストアでレンタル版が配信されており、6月20日から各動画配信サイトで見放題配信が始まった。
同年7月31日に、劇場で限定販売されたBDとは特典の異なるBDとDVDが発売された。

### 演技
らんを演じた長縄は、インタビューにて企画書の概要欄に書かれた文字と二本足で立つ犬（アーネリア）のイラストを見て、本作を「ギャグ」「いい意味で、無責任になれた」と語り、Kを演じた大地は本作の特徴として「キャラ設定が決まり過ぎていない」点を挙げ、自分たちの演技によってキャラの性格などが決まっていく自由度の高い作品だったと述べている。またハラミを演じた日高によれば、メインキャストそれぞれが監督や上江洲と面識があったことで初めから明るい雰囲気で臨めたという。主に日常系としての側面が強い本作で、バトルシーンを兼ねるキャラクターは日常パートから収録され、演じる声優にとって嬉しいスタイルだったと日高および、優子を演じた藤田は語っている。

### 音楽
kzはオープニングテーマ作曲にあたり、キャラクターデザインから感じた2000年代前半のアニメの雰囲気から、イメージを構築している。挿入歌の『とびっきりシンパシー☆』は地方から出てきた子をイメージし、やしきんにアレンジを依頼し「メジャーから声がかかる1歩手前」のアイドル曲に仕上げた。茜屋はこの曲を「キャッチーでドルオタのみなさんが乗りやすい曲でありつつ、メジャーには達してない感じ」と絶賛し、アイドルらしい歌い方を意識したと対談インタビューにて語り、kzはイメージの共有が出来ていると評した。YuNiの歌う『Destination』については、メジャー歌手が歌うアニメのタイアップ曲をイメージしている。またkzが作詞も行った主題歌『Precious Piece』は、歌い手であるキズナアイが自分のジャンルであるフューチャーベースやEDMを歌っていることから「遠慮なく自分のカラーを出すことができました。」と語り、歌詞についても、彼女と作品の空気感の類似を共存することができたと語っている。

### 続編への構想
監督の橋本は、2019年3月28日に行われた完成披露試写会にて「本作の終わりは考えておらず道具だけを作ったつもり」と答え、続編への布石を匂わした。本作についても橋本は、スタッフやキャストだけでなくファンを含めて楽しんで今後も広がって欲しいと願っており、映画を作る際にもこだわった点だと述べている。また本編で明かされていない裏設定が数多く存在し、ストーリーについてもTVシリーズであれば今回の話は5話あたりのイメージらしく、前後に沢山のエピソードがあることをキャストの内山が明かしている。脚本の上江洲は、ハラミや舞の設定ラフにある別案を展開したいと考えており、アーネリアが犬軍団を率いて活躍する話も描きたいと語っている。キャスト陣も一様に今後の展開を希望しており、好評なら続編が充分にあり得ることを示唆した。

## コラボ・イベント
2019年3月23と24日に東京ビッグサイトで開催されたイベント「AnimeJapan 2019」では、「フライングドッグ」のブースで『LAIDBACKERS-レイドバッカーズ』と『キャロル&チューズデイ』をメインに展示が行われた。『レイドバッカーズ』からは、映画に登場する主人公ハラミの経営する駄菓子屋「おばけ屋」が再現、公式Twitterのフォロワー限定で無料で遊べるレトロゲーム「新幹線ゲーム」などが展示された。
焼肉店「七輪焼肉安安」では2019年3月25日から4月14日までコラボメニュー『3つのハラミセット（三乃ハラミセット）』が販売され、映画の完成披露試写会が行われた後、スタッフ一同が訪れた。また、出演声優の日高と内山の対談インタビューも、同店で実施された。
2019年4月5日から19日にかけて、「Studio Z」が運営する共闘対戦爽快パズル消しゲー『エレメンタルストーリー』とのコラボイベントが実施された。イベントではログインボーナスやスペシャル召喚などで「★5らん＆アーネリア」や「★5三乃ハラミ」など、限定レアキャラクターを入手できる。
同年4月6日から21日までの期間、渋谷マルイで「おばけ屋出張所」がオープンし、オリジナルグッズなどの販売や設定資料などが展示された。このイベントでは、3000円以上のグッズ購入者を対象に、ベルサール渋谷ファーストで行われる公開記念スペシャルトークショーへ先着100名を招待した。

## メディアミックス展開
映画公開に先駆け、2つのメディアミックス展開が行われている。
原作：おばけ屋、漫画：梅原うめによる、らんを主人公としたスピンオフコミック『LAIDBACKERS-レイドバッカーズ- ～元魔王らんちゃんの異世界せいかつ～』が、2019年3月27日発売の「コミック電撃だいおうじ」Vol.67にて連載開始し、2020年8月27日発売のVol.84にて終了した。単行本は電撃コミックスNEXTにて全2巻。
2019年2月10日に開催された「ワンダーフェスティバル2019[冬]」にて公式ノベライズが告知され、同年4月1日に角川スニーカー文庫より『LAIDBACKERS -レイドバッカーズ- THE NOVEL』が発売された。内容は映画本編の前日譚。原作・監修：おばけ屋／LAIDBACKERS製作委員会、ストーリー原案：上江洲誠、著者：永菜葉一、イラスト：鈴木次郎。